# Hr3@night

Die Kirche St. Peter bei hr3@night 2008

Die jährlich stattfindende Live-Radio-Party hr3@night ist das größte eintägige Radiofestival in Deutschland. Sie wurde in den Jahren 2001 und 2002 in Kassel veranstaltet. 2005 wechselte die Veranstaltung der Pop & Rock Welle des Hessischen Rundfunks nach Frankfurt am Main.
Hintergrund der Radio-Party ist es, Radio erlebbar zu machen. hr3@night präsentiert all das, was sich auch im Programm der Popwelle wiederfindet. Während in der Anfangszeit hr3-Sendungen, Moderatoren und DJs im Mittelpunkt des Festivals standen, gab es mit dem Umzug nach Frankfurt einen konzeptionellen Relaunch der Veranstaltung. Inzwischen prägen nationale und internationale Künstler aus unterschiedlichen Genres die Veranstaltung mit Livemusik, Partys,  Comedy, Theater, Lesungen und Shows. In über 20 Spielstätten treten über 50 Acts auf. Die Besucher können mit Bussen zwischen den Spielstätten wechseln. Die „Location-Ampel“ gibt zu jeder Zeit über die Homepage oder eine mobile Seite für Smartphones Auskunft über die Wartezeiten an den einzelnen Spielstätten.
Der Höhepunkt von hr3@night ist das hr-BigBand Crossover-Projekt, bei dem gemeinsam mit einem  Pop- oder Rock-Künstler außergewöhnliche, einmalige Arrangements gespielt werden.
2015 findet die Veranstaltung erstmals unter dem Namen Hr3@home statt, wobei sich alle Bühnen auf dem Gelände des Hessischen Rundfunks befinden.

## Künstler (Auszug)
- 2001: hr3 Party, hr3 hard'n'heavy, hr3 Rebell – hauptsächlich Acts aus dem eigenen Hause.
- 2002: Jazzkantine & hr-Bigband
- 2005: Annett Louisan, Boppin B', Waikiki Beach Bombers, Lady D., Max Mutzke, Augsburger Puppenkiste
- 2006: De Phazz & hr-Bigband, Nightwash, Monsters of Liedermaching, Füenf, U-Bahn-Kontrollöre in tiefgefrorenen Frauenkleidern, The Disco Boys, Tigerpalast, We Will Rock You
- 2007: hr-Bigband & Annett Louisan, Boppin'B, D-Flame, Nevio, Tigerpalast, Boogie Pimps, Martin Semmelrogge, Steve Harley, Mardi Gras.bb, Stefan Gwildis, Stoppok und Artgenossen
- 2008: Clueso & hr-Bigband, Revolverheld, Tina Dico, Zascha Moktan, Roberto Cappelluti, Maria Mena, Pohlmann, Stanfour, Julian Smith, Nightwash, Frankfurt Lions Cheerleader, Boogie Pimps, Fritz Rau
- 2009: Patrice & hr-Bigband, Max Mutzke, Eisblume, Polarkreis 18, Cassandra Steen, Norman Keil, Philipp Poisel, Wagner Love, Nosie Katzmann, Luxuslärm
- 2010: Bela B. & hr-Bigband, 2raumwohnung, Aura Dione, The Baseballs, Mundstuhl, Glashaus, Stanfour, Revolverheld, Das Gezeichnete Ich, Mundstuhl, Livingston, Besidos
- 2011: Laith Al-Deen & hr-Bigband, Sunrise Avenue, Gentleman, Christina Stürmer, Johannes Oerding, Patrice, Philipp Poisel, Polarkreis 18, Selig, Boppin’B, Jem Cooke, Jennifer Braun & Rewind, Christian Durstewitz, Actionteam, Samuel Harfst, Disco Boys, Nosie Katzmann, Besidos
- 2012: Söhne Mannheims & hr-Bigband, Rea Garvey, Marlon Roudette, Tim Bendzko, Andreas Bourani, Aura Dione, Max Prosa, Stefanie Heinzmann, BenjRose, Stefan Gwildis, Thomas Godoj, Myles, Mobilée, Maybebop, Auletta, Mandowar, Baba Zula, Besidos, Wallis Bird
- 2013: Sunrise Avenue & hr-Bigband, Elif, Christina Stürmer, Max Herre, Ivy Quainoo, Johannes Oerding, Philipp Poisel & Florian Ostertag, Lukas Graham, Leslie Clio, Miriam Bryant, Alin Coen Band, Irma, Mic Donet, BenjRose, Bosse, Bine, The Lonely Hearts Club Band & Sticky Fingers mit Volker Rebell, Jim Kroft, Boppin’B, Besidos, Sternenhimmel, Soundtrack, Kaye-Ree, Kammerphilharmonie Frankfurt und Wladimir Kaminers Russendisko.
- 2014: Tim Bendzko & hr-Bigband, Cassandra Steen, Söhne Mannheims, Madeline Juno, BenjRose, Rea Garvey, Family of the Year, Glasperlenspiel, Andreas Bourani, Mighty Oaks, Valentina Merkle, Maxim, MarieMarie, Volker Rebell, Lieblingsband, Sternenhimmel, Besidos, Dadefür, Mathias Keller, Frankfurter Klasse, Marius Schöfl, Hanne Kah, Klaus Krückemeyer, The StreetLIVE Family, TheArtOfFusion, Dada-Musikkabarett, RebellComedy, Pathos Legal, Jazz Poetry Slam, Nightwash und Kurzfilme

## Besucherzahlen
An hr3@night nehmen jährlich circa 20.000 Besucher teil.